# Alfred Schaper
Alfred Schaper (* 25. Mai 1863 in Braunschweig; † 6. September 1905 in Breslau) war ein deutscher Anatom, Embryologe und Hochschullehrer.

## Leben und Werk
Der Sohn des Hofrats Karl Schaper erhielt 1889 seine Approbation. Er setzte seine Ausbildung in Königsberg fort und habilitierte sich 1894 als Privatdozent in Zürich. Er wechselte 1895 an die Harvard Medical School in Boston, wo er 1899 eine außerplanmäßige Professur erhielt. Im Jahre 1900 folgte er einem Ruf an die Universität Breslau, wo er Erster Prosektor am Anatomischen Institut wurde. Gleichzeitig war er Leiter des Instituts für Entwicklungsgeschichte. Schaper starb 1905 im Alter von 42 Jahren. Seine wegbereitende wissenschaftliche Leistung liegt auf dem Gebiet der mikroskopisch-anatomischen Experimentalphysik.

## Schriften (Auswahl)
- Die Leberegel-Krankheit der Haussäugethiere; eine ätiologische und pathologisch-anatomische Untersuchung. Leipzig 1889 (= Dissertation aus dem pathologischen Institut der Universität München).
- Die morphologische und histologische Entwicklung des Kleinhirns der Teleostier. Leipzig 1894 (= Habilitationsschrift).
- Die frühesten Differenzierungsvorgänge im Zentralnervensystem. 1897.
- Experimentelle Studien an Amphibienlarven. 1898.
- Die nervösen Elemente der Selachier-Retina in Methylenblaupräparaten. 1899.
- Beiträge zur Analyse des tierischen Wachstums. o. J.